# Billie Jean King Cup 2022 – kvalifikační kolo

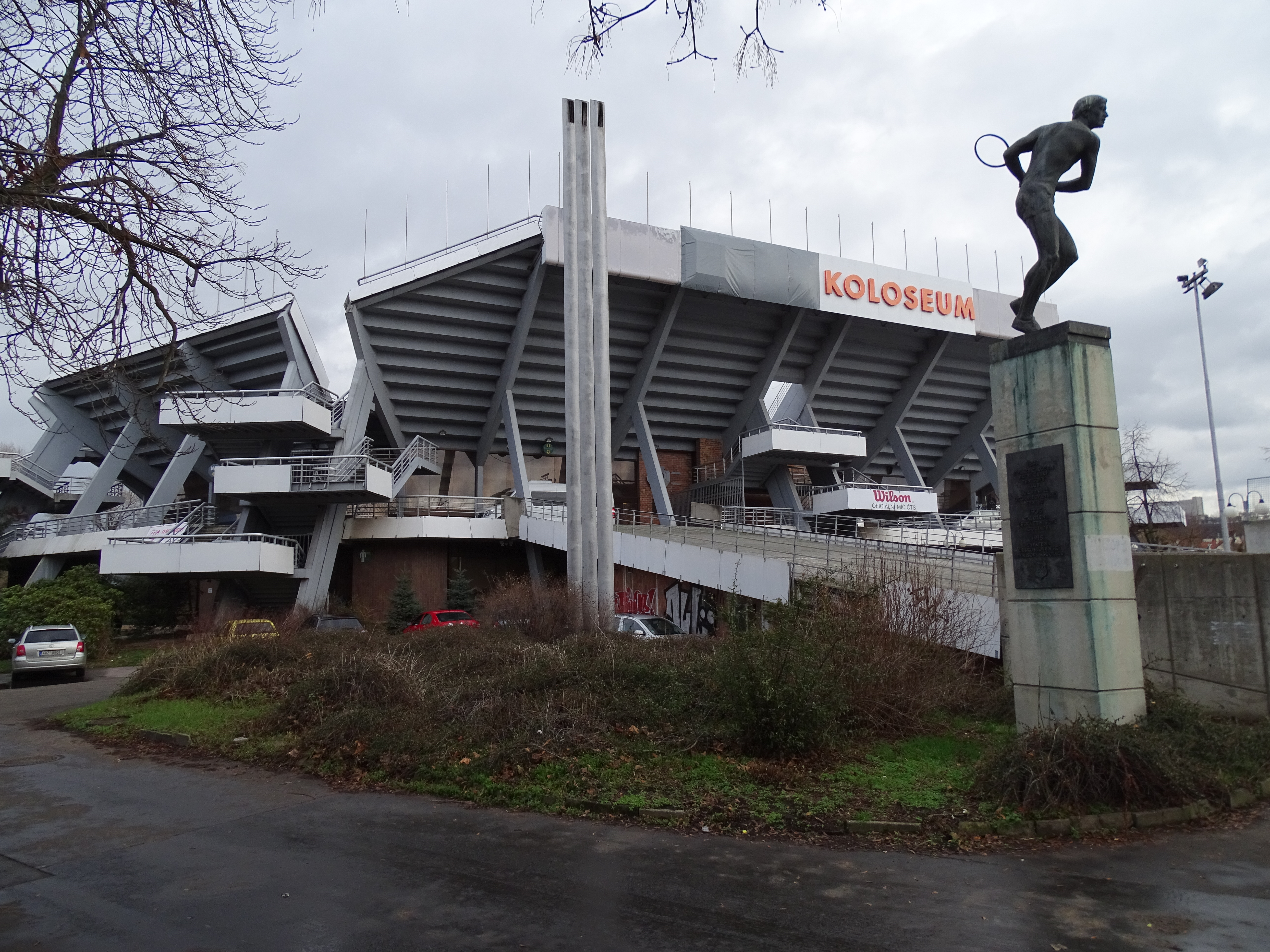
Štvanický areál I. ČLTK Praha hostil utkání Billie Jean King Cupu poprvé od dubnové 2. světové skupiny Fed Cupu 2005, v níž Češky porazily Japonky

Kvalifikační kolo Billie Jean King Cupu 2022 představovalo sedm mezistátních tenisových zápasů hraných mezi 15. a 16. dubnem 2022. V rámci Billie Jean King Cupu 2022 do nich nastoupilo čtrnáct družstev, které vytvořily sedm párů. Dvoudenní vzájemná mezistátní utkání se konala ve formátu na tři vítězné body (čtyři dvouhry a čtyřhra). Jeden z členů dvojice hostil duel na domácí půdě. Původní formát kvalifikace počítal s osmnácti celky, ale po vyloučení Ruska s Běloruskem z ročníku následovaly změny vedoucí ke snížení počtu účastníků v této fázi soutěže.
Vítězové postoupili do finálového turnaje hraného v listopadu 2022. Na poražené čekala šestnáctičlenná světová baráž probíhající také v listopadu 2022, v níž se jejich soupeři stali vítězové 1. skupin tří kontinentálních zón probíhajícího ročníku.

## Přehled
Účast v kvalifikačním kole si zajistilo osmnáct týmů:
- 10 týmů z 3.–12. místa ve finálovém turnaji 2021
- 7 vítězů ze světové baráže 2021
- 1 nejvýše postavený poražený ze světové baráže 2021

Po ruské invazi na Ukrajinu v závěru února 2022 byly reprezentace Ruska a Běloruska vyloučeny ze soutěže. Finálové místo určené pro ruské obhájkyně titulu tak přešlo na Austrálii, jakožto nejvýše postaveného semifinalistu předchozího ročníku. Díky tomu nebyl odehrán kvalifikační duel Australanek proti Slovensku, které získalo divokou kartu do finále. Rovněž Belgie obdržela finálovou divokou kartu, když neodehrála kvalifikační zápas proti suspendovanému Bělorusku.
Rumunsko jako žebříčkově nejvýše poražený tým ze světové baráže 2021 doplnilo počet, když si Kanada automaticky zajistila start v kvalifikačním kole 2022 jako účastník finále 2021, kde na ni dodatečně přešla divoká karta určená Česku.
| Nasazené týmy 1. Austrálie (1.) 2. Francie (2.) 3. Spojené státy (4.) 4. Česko (5.) 5. Německo (7.) 6. Kanada (9.) 7. Španělsko (10.) 8. Rumunsko (11.) | Nenasazené týmy - Slovensko (12.) - Belgie (13.) - Lotyšsko (14.) - Velká Británie (15.) - Kazachstán (16.) - Itálie (17.) - Polsko (19.) - Ukrajina (24.) - Nizozemsko (46.) |

Žebříček ITF k 8. listopadu 2021.
| Kvalifikační kolo – 15. a 16. dubna 2022 | Kvalifikační kolo – 15. a 16. dubna 2022 | Kvalifikační kolo – 15. a 16. dubna 2022 | Kvalifikační kolo – 15. a 16. dubna 2022 | Kvalifikační kolo – 15. a 16. dubna 2022 | Kvalifikační kolo – 15. a 16. dubna 2022 | Kvalifikační kolo – 15. a 16. dubna 2022 |
| Domácí                                   | výsledek                                 | hosté                                    | místo konání                             | areál / hala                             | povrch                                   | zdroj                                    |
| ---------------------------------------- | ---------------------------------------- | ---------------------------------------- | ---------------------------------------- | ---------------------------------------- | ---------------------------------------- | ---------------------------------------- |
| Austrálie [1]                            | nehráno                                  | Slovensko                                | —                                        | —                                        | —                                        | [ 6 ]                                    |
| Itálie                                   | 3–1                                      | Francie [2]                              | Alghero                                  | Tennis Club Alghero                      | tvrdý                                    | [ 7 ]                                    |
| Spojené státy [3]                        | 3–2                                      | Ukrajina                                 | Asheville                                | Harrah's Cherokee Center                 | tvrdý (h)                                | [ 8 ]                                    |
| Česko [4]                                | 3–2                                      | Velká Británie                           | Praha                                    | I. ČLTK, Štvanice                        | antuka                                   | [ 9 ]                                    |
| Bělorusko [5]                            | bez boje                                 | Belgie                                   | Antalya (Turecko)                        | Club Megasaray                           | —                                        | [ 10 ]                                   |
| Kazachstán                               | 3–1                                      | Německo [6]                              | Nur-Sultan                               | Národní tenisové centrum Daulet          | antuka (h)                               | [ 11 ]                                   |
| Kanada [7]                               | 4–0                                      | Lotyšsko                                 | Vancouver                                | Pacific Coliseum                         | tvrdý (h)                                | [ 12 ]                                   |
| Nizozemsko                               | 0–4                                      | Španělsko [8]                            | 's-Hertogenbosch                         | Maaspoort                                | antuka (h)                               | [ 13 ]                                   |
| Polsko                                   | 4–0                                      | Rumunsko [9]                             | Radom                                    | Radomskie Centrum Sportu                 | tvrdý (h)                                | [ 14 ]                                   |

## Zápasy kvalifikačního kola

### Austrálie vs. Slovensko
| Austrálie 15.–16. dubna 2022 | |  |    |    |    |            |  |  |
| \| 1. \| \| \| \| \| \| nehrálo se \| \| \| \| 2. \| \| \| \| \| \| nehrálo se \| \| \| \| 3. \| \| \| \| \| \| nehrálo se \| \| \| \| 4. \| \| \| \| \| \| nehrálo se \| \| \| \| 5. \| \| \| \| \| \| nehrálo se \| \| \| \| \| \| \| \| \| \| \| \| \| \| \| \| \| \| \| \| \| \| \| \| \| \| \| \| \| \| \| \| \| \| Podrobnosti \| \| \| \| \| \| \| \| \| \| \| Zápas se nekonal poté, co Austrálie ve finále nahradila vyloučené Rusko a Slovensko získalo do finálového turnaje divokou kartu.[4]Předchozí poměr vzájemných zápasů mezi Austrálií a Slovenskem činil 2:0. \| \| \| \| \| \| \| \| | |  |    |    |    |            |  |  |
| | |  | 1. | 2. | 3. |            |  |  |
| 1. | |  |    |    |    | nehrálo se |  |  |
| 2. | |  |    |    |    | nehrálo se |  |  |
| 3. | |  |    |    |    | nehrálo se |  |  |
| 4. | |  |    |    |    | nehrálo se |  |  |
| 5. | |  |    |    |    | nehrálo se |  |  |
| | |  |    |    |    |            |  |  |
| | |  |    |    |    |            |  |  |
| | |  |    |    |    |            |  |  |
| Podrobnosti | |  |    |    |    |            |  |  |
| | Zápas se nekonal poté, co Austrálie ve finále nahradila vyloučené Rusko a Slovensko získalo do finálového turnaje divokou kartu.Předchozí poměr vzájemných zápasů mezi Austrálií a Slovenskem činil 2:0. |  |    |    |    |            |  |  |

### Itálie vs. Francie
| Tennis Club Alghero, Alghero, Itálie 15.–16. dubna 2022 tvrdý | |                                                                                   |      |     |      |            |
| \| 1. \| \| Jasmine Paoliniová Alizé Cornetová \| 2 6 \| 6 1 \| 7 62 \| \| \| 2. \| \| Camila Giorgiová Océane Dodinová \| 6 1 \| 6 2 \| \| \| \| 3. \| \| Camila Giorgiová Harmony Tanová \| 6 2 \| 6 0 \| \| \| \| 4. \| \| Jasmine Paoliniová Océane Dodinová \| \| \| \| nehrálo se \| \| 5. \| \| Lucia Bronzettiová / Martina Trevisanová Kristina Mladenovicová / Océane Dodinová \| 64 7 \| 1 6 \| \| \| \| Nominace \| \| \| \| \| \| \| \| \| Itálie: Camila Giorgiová (30./—), Jasmine Paoliniová (48./138.), Martina Trevisanová (84./1430.), Lucia Bronzettiová (89./377.), Elisabetta Cocciarettová (161./657.), nehrající kapitánka Tathiana Garbinová \| \| \| \| \| \| \| \| Francie: Alizé Cornetová (34./121.), Océane Dodinová (94./1384.), Kristina Mladenovicová (100./113.), Harmony Tanová (107./555.), nehrající kapitán Julien Benneteau \| \| \| \| \| \| \| Podrobnosti \| \| \| \| \| \| \| \| \| Předchozí poměr vzájemných zápasů mezi Itálií a Francií činil 3:8. \| \| \| \| \| \| | |                                                                                   |      |     |      |            |
| | |                                                                                   | 1.   | 2.  | 3.   |            |
| 1. | | Jasmine Paoliniová Alizé Cornetová                                                | 2 6  | 6 1 | 7 62 |            |
| 2. | | Camila Giorgiová Océane Dodinová                                                  | 6 1  | 6 2 |      |            |
| 3. | | Camila Giorgiová Harmony Tanová                                                   | 6 2  | 6 0 |      |            |
| 4. | | Jasmine Paoliniová Océane Dodinová                                                |      |     |      | nehrálo se |
| 5. | | Lucia Bronzettiová / Martina Trevisanová Kristina Mladenovicová / Océane Dodinová | 64 7 | 1 6 |      |            |
| Nominace | |                                                                                   |      |     |      |            |
| | Itálie: Camila Giorgiová (30./—), Jasmine Paoliniová (48./138.), Martina Trevisanová (84./1430.), Lucia Bronzettiová (89./377.), Elisabetta Cocciarettová (161./657.), nehrající kapitánka Tathiana Garbinová |                                                                                   |      |     |      |            |
| | Francie: Alizé Cornetová (34./121.), Océane Dodinová (94./1384.), Kristina Mladenovicová (100./113.), Harmony Tanová (107./555.), nehrající kapitán Julien Benneteau                                          |                                                                                   |      |     |      |            |
| Podrobnosti | |                                                                                   |      |     |      |            |
| | Předchozí poměr vzájemných zápasů mezi Itálií a Francií činil 3:8. |                                                                                   |      |     |      |            |

### Spojené státy americké vs. Ukrajina
| Harrah's Cherokee Center, Asheville, Spojené státy americké 15.–16. dubna 2022 tvrdý – Laykold (hala) | |                                                                              |         |     |    |  |
| \| 1. \| \| Alison Riskeová Dajana Jastremská \| 718 616 \| 7 5 \| \| \| \| 2. \| \| Jessica Pegulaová Katarina Zavacká \| 6 2 \| 6 1 \| \| \| \| 3. \| \| Jessica Pegulaová Dajana Jastremská \| 3 6 \| 4 6 \| \| \| \| 4. \| \| Shelby Rogersová Katarina Zavacká \| 3 6 \| 4 6 \| \| \| \| 5. \| \| Asia Muhammadová / Jessica Pegulaová Ljudmyla Kičenoková / Dajana Jastremská \| 7 65 \| 6 3 \| \| \| \| Nominace \| \| \| \| \| \| \| \| \| Spojené státy americké: Jessica Pegulaová (14./33.) Alison Riskeová (43./477.), Shelby Rogersová (46./51.), Asia Muhammadová (169./36.), Desirae Krawczyková (—/21.), nehrající kapitánka Kathy Rinaldiová \| \| \| \| \| \| \| \| Ukrajina: Dajana Jastremská (93./128.), Katarina Zavacká (201./773.), Nadija Kičenoková (846./43.), Ljudmyla Kičenoková (1060./38.), nehrající kapitánka Olga Savčuková \| \| \| \| \| \| \| Podrobnosti \| \| \| \| \| \| \| \| \| Předchozí poměr vzájemných zápasů mezi Spojenými státy a Ukrajinou činil 1:0. \| \| \| \| \| \| | |                                                                              |         |     |    |  |
| | |                                                                              | 1.      | 2.  | 3. |  |
| 1. | | Alison Riskeová Dajana Jastremská                                            | 718 616 | 7 5 |    |  |
| 2. | | Jessica Pegulaová Katarina Zavacká                                           | 6 2     | 6 1 |    |  |
| 3. | | Jessica Pegulaová Dajana Jastremská                                          | 3 6     | 4 6 |    |  |
| 4. | | Shelby Rogersová Katarina Zavacká                                            | 3 6     | 4 6 |    |  |
| 5. | | Asia Muhammadová / Jessica Pegulaová Ljudmyla Kičenoková / Dajana Jastremská | 7 65    | 6 3 |    |  |
| Nominace | |                                                                              |         |     |    |  |
| | Spojené státy americké: Jessica Pegulaová (14./33.) Alison Riskeová (43./477.), Shelby Rogersová (46./51.), Asia Muhammadová (169./36.), Desirae Krawczyková (—/21.), nehrající kapitánka Kathy Rinaldiová |                                                                              |         |     |    |  |
| | Ukrajina: Dajana Jastremská (93./128.), Katarina Zavacká (201./773.), Nadija Kičenoková (846./43.), Ljudmyla Kičenoková (1060./38.), nehrající kapitánka Olga Savčuková                                    |                                                                              |         |     |    |  |
| Podrobnosti | |                                                                              |         |     |    |  |
| | Předchozí poměr vzájemných zápasů mezi Spojenými státy a Ukrajinou činil 1:0. |                                                                              |         |     |    |  |

### Česko vs. Velká Británie
| I. ČLTK, Štvanice, Praha, Česko 15.–16. dubna 2022 antuka | |                                                                        |     |     |     |  |
| \| 1. \| \| Markéta Vondroušová Harriet Dartová \| 6 1 \| 6 0 \| \| \| \| 2. \| \| Tereza Martincová Emma Raducanuová \| 5 7 \| 5 7 \| \| \| \| 3. \| \| Markéta Vondroušová Emma Raducanuová \| 6 1 \| 6 1 \| \| \| \| 4. \| \| Linda Fruhvirtová Harriet Dartová \| 0 6 \| 7 5 \| 2 6 \| \| \| 5. \| \| Karolína Muchová / Markéta Vondroušová Harriet Dartová / Katie Swanová \| 6 1 \| 7 5 \| \| \| \| Nominace \| \| \| \| \| \| \| \| \| Česko: Markéta Vondroušová (32./57.), Tereza Martincová (50./79.), Karolína Muchová (66./552.), Marie Bouzková (78./31.), Linda Fruhvirtová (170./627.), nehrající kapitán Petr Pála \| \| \| \| \| \| \| \| Velká Británie: Emma Raducanuová (12./—), Harriet Dartová (101./152.), Katie Swanová (221./484.), Sonay Kartalová (370./1156.), nehrající kapitánka Anne Keothavongová \| \| \| \| \| \| \| Podrobnosti \| \| \| \| \| \| \| \| \| Předchozí poměr vzájemných zápasů mezi Českem a Velkou Británií činil 3:3. Z toho do pěti zápasů v letech 1966, 1968, 1978, 1979 a 1982 nastoupilo československé družstvo. V rámci samostatné České republiky pak hráčky Britky porazily v 1. skupině euroafrické zóny 1995.[17] Zápas se hrál na antuce malého centrálního dvorce štvanického areálu s kapacitou 1 200 diváků.[18]V českém týmu absentovala světová dvojka ve dvouhře i čtyřhře Barbora Krejčíková pro nedoléčené poranění lokte, světová sedmička Karolína Plíšková, osmadvacítka Petra Kvitová i původně nominovaná deblová světová jednička Kateřina Siniaková, která skrečovala duel březnového Miami Open kvůli potížím v oblasti žeber. V družstvu ji nahradily Marie Bouzková a 16letá osmifinalistka z Miami Linda Fruhvirtová.[19][20] Markéta Vondroušová nedovolila singlovým soupeřkám vyhrát ani jednu hru na podání.Britky vedla 19letá úřadující šampionka US Open a dvanáctá hráčka světa Emma Raducanuová. \| \| \| \| \| \| | |                                                                        |     |     |     |  |
| | |                                                                        | 1.  | 2.  | 3.  |  |
| 1. | | Markéta Vondroušová Harriet Dartová                                    | 6 1 | 6 0 |     |  |
| 2. | | Tereza Martincová Emma Raducanuová                                     | 5 7 | 5 7 |     |  |
| 3. | | Markéta Vondroušová Emma Raducanuová                                   | 6 1 | 6 1 |     |  |
| 4. | | Linda Fruhvirtová Harriet Dartová                                      | 0 6 | 7 5 | 2 6 |  |
| 5. | | Karolína Muchová / Markéta Vondroušová Harriet Dartová / Katie Swanová | 6 1 | 7 5 |     |  |
| Nominace | |                                                                        |     |     |     |  |
| | Česko: Markéta Vondroušová (32./57.), Tereza Martincová (50./79.), Karolína Muchová (66./552.), Marie Bouzková (78./31.), Linda Fruhvirtová (170./627.), nehrající kapitán Petr Pála |                                                                        |     |     |     |  |
| | Velká Británie: Emma Raducanuová (12./—), Harriet Dartová (101./152.), Katie Swanová (221./484.), Sonay Kartalová (370./1156.), nehrající kapitánka Anne Keothavongová |                                                                        |     |     |     |  |
| Podrobnosti | |                                                                        |     |     |     |  |
| | Předchozí poměr vzájemných zápasů mezi Českem a Velkou Británií činil 3:3. Z toho do pěti zápasů v letech 1966, 1968, 1978, 1979 a 1982 nastoupilo československé družstvo. V rámci samostatné České republiky pak hráčky Britky porazily v 1. skupině euroafrické zóny 1995. Zápas se hrál na antuce malého centrálního dvorce štvanického areálu s kapacitou 1 200 diváků.V českém týmu absentovala světová dvojka ve dvouhře i čtyřhře Barbora Krejčíková pro nedoléčené poranění lokte, světová sedmička Karolína Plíšková, osmadvacítka Petra Kvitová i původně nominovaná deblová světová jednička Kateřina Siniaková, která skrečovala duel březnového Miami Open kvůli potížím v oblasti žeber. V družstvu ji nahradily Marie Bouzková a 16letá osmifinalistka z Miami Linda Fruhvirtová. Markéta Vondroušová nedovolila singlovým soupeřkám vyhrát ani jednu hru na podání.Britky vedla 19letá úřadující šampionka US Open a dvanáctá hráčka světa Emma Raducanuová. |                                                                        |     |     |     |  |

### Bělorusko vs. Belgie
| Club Megasaray, Antalya, Turecko (původně Bělorusko) 15.–16. dubna 2022 | |  |    |    |    |            |  |  |
| \| 1. \| \| \| \| \| \| nehrálo se \| \| \| \| 2. \| \| \| \| \| \| nehrálo se \| \| \| \| 3. \| \| \| \| \| \| nehrálo se \| \| \| \| 4. \| \| \| \| \| \| nehrálo se \| \| \| \| 5. \| \| \| \| \| \| nehrálo se \| \| \| \| \| \| \| \| \| \| \| \| \| \| \| \| \| \| \| \| \| \| \| \| \| \| \| \| \| \| \| \| \| \| Podrobnosti \| \| \| \| \| \| \| \| \| \| \| Bělorusko bylo vyloučeno z ročníku a Belgie vyhrála kontumačně. Zároveň obdržela divokou kartu do finále.[5] Předchozí poměr vzájemných zápasů mezi Běloruskem a Belgií činil 0:1. \| \| \| \| \| \| \| \| | |  |    |    |    |            |  |  |
| | |  | 1. | 2. | 3. |            |  |  |
| 1. | |  |    |    |    | nehrálo se |  |  |
| 2. | |  |    |    |    | nehrálo se |  |  |
| 3. | |  |    |    |    | nehrálo se |  |  |
| 4. | |  |    |    |    | nehrálo se |  |  |
| 5. | |  |    |    |    | nehrálo se |  |  |
| | |  |    |    |    |            |  |  |
| | |  |    |    |    |            |  |  |
| | |  |    |    |    |            |  |  |
| Podrobnosti | |  |    |    |    |            |  |  |
| | Bělorusko bylo vyloučeno z ročníku a Belgie vyhrála kontumačně. Zároveň obdržela divokou kartu do finále. Předchozí poměr vzájemných zápasů mezi Běloruskem a Belgií činil 0:1. |  |    |    |    |            |  |  |

### Kazachstán vs. Německo
| Národní tenisové centrum Daulet, Nur-Sultan, Kazachstán 15.–16. dubna 2022 antuka (hala) | |                                                                                |     |     |          |            |
| \| 1. \| \| Julia Putincevová Angelique Kerberová \| 3 6 \| 6 3 \| 6 2 \| \| \| 2. \| \| Jelena Rybakinová Laura Siegemundová \| 6 0 \| 6 1 \| \| \| \| 3. \| \| Jelena Rybakinová Angelique Kerberová \| 4 6 \| 6 3 \| 7 5 \| \| \| 4. \| \| Julia Putincevová Laura Siegemundová \| \| \| \| nehrálo se \| \| 5. \| \| Anna Danilinová / Žibek Kulambajevová Anna-Lena Friedsamová / Jule Niemeierová \| 2 6 \| 6 3 \| [6] [10] \| \| \| Nominace \| \| \| \| \| \| \| \| \| Kazachstán: Jelena Rybakinová (19./54.), Julia Putincevová (52./446.), Zarina Dijasová (113./229.), Anna Danilinová (339./20.), Žibek Kulambajevová (488./302.), nehrající kapitánka Jaroslava Švedovová \| \| \| \| \| \| \| \| Německo: Angelique Kerberová (17./575.), Jule Niemeierová (109./—), Anna-Lena Friedsamová (186./105.), Laura Siegemundová (232./40.), nehrající kapitán Rainer Schüttler \| \| \| \| \| \| \| Podrobnosti \| \| \| \| \| \| \| \| \| Předchozí poměr vzájemných zápasů mezi Kazachstánem a Německem činil 0:0. \| \| \| \| \| \| | |                                                                                |     |     |          |            |
| | |                                                                                | 1.  | 2.  | 3.       |            |
| 1. | | Julia Putincevová Angelique Kerberová                                          | 3 6 | 6 3 | 6 2      |            |
| 2. | | Jelena Rybakinová Laura Siegemundová                                           | 6 0 | 6 1 |          |            |
| 3. | | Jelena Rybakinová Angelique Kerberová                                          | 4 6 | 6 3 | 7 5      |            |
| 4. | | Julia Putincevová Laura Siegemundová                                           |     |     |          | nehrálo se |
| 5. | | Anna Danilinová / Žibek Kulambajevová Anna-Lena Friedsamová / Jule Niemeierová | 2 6 | 6 3 | [6] [10] |            |
| Nominace | |                                                                                |     |     |          |            |
| | Kazachstán: Jelena Rybakinová (19./54.), Julia Putincevová (52./446.), Zarina Dijasová (113./229.), Anna Danilinová (339./20.), Žibek Kulambajevová (488./302.), nehrající kapitánka Jaroslava Švedovová |                                                                                |     |     |          |            |
| | Německo: Angelique Kerberová (17./575.), Jule Niemeierová (109./—), Anna-Lena Friedsamová (186./105.), Laura Siegemundová (232./40.), nehrající kapitán Rainer Schüttler                                 |                                                                                |     |     |          |            |
| Podrobnosti | |                                                                                |     |     |          |            |
| | Předchozí poměr vzájemných zápasů mezi Kazachstánem a Německem činil 0:0. |                                                                                |     |     |          |            |

### Kanada vs. Lotyšsko
| Pacific Coliseum, Vancouver, Kanada 15.–16. dubna 2022 tvrdý – Laykold (hala) | |                                                                              |     |      |     |            |
| \| 1. \| \| Leylah Fernandezová Darja Semenistajová \| 6 1 \| 6 2 \| \| \| \| 2. \| \| Rebecca Marinová Daniela Vismaneová \| 6 3 \| 64 7 \| 6 3 \| \| \| 3. \| \| Leylah Fernandezová Daniela Vismaneová \| 6 2 \| 6 1 \| \| \| \| 4. \| \| Rebecca Marinová Darja Semenistajová \| \| \| \| nehrálo se \| \| 5. \| \| Gabriela Dabrowská / Carol Zhaová Darja Semenistajová / Diāna Marcinkēvičová \| 6 1 \| 6 3 \| \| \| \| Nominace \| \| \| \| \| \| \| \| \| Kanada: Leylah Fernandezová (21./60.), Rebecca Marinová (111./172.), Carol Zhaová (285./393.), Françoise Abandová (471./—), Gabriela Dabrowská (949./9.), nehrající kapitánka Heidi El Tabakhová \| \| \| \| \| \| \| \| Lotyšsko: Daniela Vismaneová (267./230.), Diāna Marcinkēvičová (281./228.), Darja Semenistajová (389./504.), Līga Dekmeijereová (1326./1077.), nehrající kapitán Adrians Zguns \| \| \| \| \| \| \| Podrobnosti \| \| \| \| \| \| \| \| \| Předchozí poměr vzájemných zápasů mezi Kanadou a Lotyšskem činil 0:0. \| \| \| \| \| \| | |                                                                              |     |      |     |            |
| | |                                                                              | 1.  | 2.   | 3.  |            |
| 1. | | Leylah Fernandezová Darja Semenistajová                                      | 6 1 | 6 2  |     |            |
| 2. | | Rebecca Marinová Daniela Vismaneová                                          | 6 3 | 64 7 | 6 3 |            |
| 3. | | Leylah Fernandezová Daniela Vismaneová                                       | 6 2 | 6 1  |     |            |
| 4. | | Rebecca Marinová Darja Semenistajová                                         |     |      |     | nehrálo se |
| 5. | | Gabriela Dabrowská / Carol Zhaová Darja Semenistajová / Diāna Marcinkēvičová | 6 1 | 6 3  |     |            |
| Nominace | |                                                                              |     |      |     |            |
| | Kanada: Leylah Fernandezová (21./60.), Rebecca Marinová (111./172.), Carol Zhaová (285./393.), Françoise Abandová (471./—), Gabriela Dabrowská (949./9.), nehrající kapitánka Heidi El Tabakhová |                                                                              |     |      |     |            |
| | Lotyšsko: Daniela Vismaneová (267./230.), Diāna Marcinkēvičová (281./228.), Darja Semenistajová (389./504.), Līga Dekmeijereová (1326./1077.), nehrající kapitán Adrians Zguns                   |                                                                              |     |      |     |            |
| Podrobnosti | |                                                                              |     |      |     |            |
| | Předchozí poměr vzájemných zápasů mezi Kanadou a Lotyšskem činil 0:0. |                                                                              |     |      |     |            |

### Nizozemsko vs. Španělsko
| Maaspoort, 's-Hertogenbosch , Nizozemsko 15.–16. dubna 2022 antuka (hala) | |                                                                        |     |      |          |            |
| \| 1. \| \| Arantxa Rusová Nuria Párrizasová Díazová \| 2 6 \| 64 7 \| \| \| \| 2. \| \| Lesley Pattinama Kerkhoveová Sara Sorribesová Tormová \| 4 6 \| 3 6 \| \| \| \| 3. \| \| Arantxa Rusová Sara Sorribesová Tormová \| 0 6 \| 4 6 \| \| \| \| 4. \| \| Lesley Pattinama Kerkhoveová Nuria Párrizasová Díazová \| \| \| \| nehrálo se \| \| 5. \| \| Arianne Hartonová / Demi Schuursová Aliona Bolsovová / Rebeka Masárová \| 6 4 \| 67 9 \| [7] [10] \| \| \| Nominace \| \| \| \| \| \| \| \| \| Nizozemsko: Arantxa Rusová (74./112.), Lesley Pattinama Kerkhoveová (141./143.), Arianne Hartonová (166./140.), Suzan Lamensová (—/—), Demi Schuursová (—/19.), nehrající kapitánka Elise Tamaëlová \| \| \| \| \| \| \| \| Španělsko: Sara Sorribesová Tormová (49./69.), Nuria Párrizasová Díazová (55./349.), Rebeka Masárová (132./219.), Aliona Bolsovová (211./89.), nehrající kapitánka Anabel Medinaová Garriguesová \| \| \| \| \| \| \| Podrobnosti \| \| \| \| \| \| \| \| \| Předchozí poměr vzájemných zápasů mezi Nizozemskem a Španělskem činil 0:3. \| \| \| \| \| \| | |                                                                        |     |      |          |            |
| | |                                                                        | 1.  | 2.   | 3.       |            |
| 1. | | Arantxa Rusová Nuria Párrizasová Díazová                               | 2 6 | 64 7 |          |            |
| 2. | | Lesley Pattinama Kerkhoveová Sara Sorribesová Tormová                  | 4 6 | 3 6  |          |            |
| 3. | | Arantxa Rusová Sara Sorribesová Tormová                                | 0 6 | 4 6  |          |            |
| 4. | | Lesley Pattinama Kerkhoveová Nuria Párrizasová Díazová                 |     |      |          | nehrálo se |
| 5. | | Arianne Hartonová / Demi Schuursová Aliona Bolsovová / Rebeka Masárová | 6 4 | 67 9 | [7] [10] |            |
| Nominace | |                                                                        |     |      |          |            |
| | Nizozemsko: Arantxa Rusová (74./112.), Lesley Pattinama Kerkhoveová (141./143.), Arianne Hartonová (166./140.), Suzan Lamensová (—/—), Demi Schuursová (—/19.), nehrající kapitánka Elise Tamaëlová |                                                                        |     |      |          |            |
| | Španělsko: Sara Sorribesová Tormová (49./69.), Nuria Párrizasová Díazová (55./349.), Rebeka Masárová (132./219.), Aliona Bolsovová (211./89.), nehrající kapitánka Anabel Medinaová Garriguesová    |                                                                        |     |      |          |            |
| Podrobnosti | |                                                                        |     |      |          |            |
| | Předchozí poměr vzájemných zápasů mezi Nizozemskem a Španělskem činil 0:3. |                                                                        |     |      |          |            |

### Polsko vs. Rumunsko
| Radomskie Centrum Sportu, Radom, Polsko 15.–16. dubna 2022 tvrdý – Mapecoat TNS Finish 3 (hala) | |                                                                              |     |     |          |            |
| \| 1. \| \| Magda Linetteová Irina-Camelia Beguová \| 6 1 \| 4 6 \| 6 2 \| \| \| 2. \| \| Iga Świąteková Mihaela Buzărnescuová \| 6 1 \| 6 0 \| \| \| \| 3. \| \| Iga Świąteková Andreea Prisăcariuová \| 6 0 \| 6 0 \| \| \| \| 4. \| \| Magda Linetteová Mihaela Buzărnescuová \| \| \| \| nehrálo se \| \| 5. \| \| Magdalena Fręchová / Alicja Rosolská Mihaela Buzărnescuová / Andreea Mituová \| 5 7 \| 6 3 \| [10] [5] \| \| \| Nominace \| \| \| \| \| \| \| \| \| Polsko: Iga Świąteková (1./49.), Magda Linetteová (58./26.), Magdalena Fręchová (87./179.), Maja Chwalińská (265./282.), Alicja Rosolská (—/59.), nehrající kapitán David Celt \| \| \| \| \| \| \| \| Rumunsko: Irina-Camelia Beguová (63./48.), Mihaela Buzărnescuová (123./252.), Andreea Prisăcariuová (324./200.), Andreea Mituová (597./103.), nehrající kapitán Horia Tecău \| \| \| \| \| \| \| Podrobnosti \| \| \| \| \| \| \| \| \| Předchozí poměr vzájemných zápasů mezi Polskem a Rumunskem činil 4:2. \| \| \| \| \| \| | |                                                                              |     |     |          |            |
| | |                                                                              | 1.  | 2.  | 3.       |            |
| 1. | | Magda Linetteová Irina-Camelia Beguová                                       | 6 1 | 4 6 | 6 2      |            |
| 2. | | Iga Świąteková Mihaela Buzărnescuová                                         | 6 1 | 6 0 |          |            |
| 3. | | Iga Świąteková Andreea Prisăcariuová                                         | 6 0 | 6 0 |          |            |
| 4. | | Magda Linetteová Mihaela Buzărnescuová                                       |     |     |          | nehrálo se |
| 5. | | Magdalena Fręchová / Alicja Rosolská Mihaela Buzărnescuová / Andreea Mituová | 5 7 | 6 3 | [10] [5] |            |
| Nominace | |                                                                              |     |     |          |            |
| | Polsko: Iga Świąteková (1./49.), Magda Linetteová (58./26.), Magdalena Fręchová (87./179.), Maja Chwalińská (265./282.), Alicja Rosolská (—/59.), nehrající kapitán David Celt |                                                                              |     |     |          |            |
| | Rumunsko: Irina-Camelia Beguová (63./48.), Mihaela Buzărnescuová (123./252.), Andreea Prisăcariuová (324./200.), Andreea Mituová (597./103.), nehrající kapitán Horia Tecău    |                                                                              |     |     |          |            |
| Podrobnosti | |                                                                              |     |     |          |            |
| | Předchozí poměr vzájemných zápasů mezi Polskem a Rumunskem činil 4:2. |                                                                              |     |     |          |            |